# جیغ (ترانه اونجد سون‌فولد)
«جیغ » (به انگلیسی: Scream) نام سومین ترانه از گروه هوی متال آمریکایی اونجد سون‌فولد از آلبوم اونجد سون‌فولد است. ضبط این آهنگ در سال ۲۰۰۷ انجام گردید و در تاریخ ۱۴ ژوئیه ۲۰۰۸ منتشر شد. این ترانه مقام بیست و ششم بهترین ترانه آلترنیتیو در بیلبورد ایالات متحده را بدست آورده‌است.